# Сражение при Мормане
Сражение при Мормане (фр. Bataille de Mormant) произошло 5 (17) февраля 1814 года во время войны Шестой коалиции между французской армией под командованием императора Наполеона I и русским отрядом под командованием генерал-лейтенанта П. П. Палена недалеко от городка Морман, примерно в 50 км к юго-востоку от Парижа. Уступавшие в численности силы Палена были окружены французской кавалерией и пехотой и почти уничтожены, и только около трети солдат удалось спастись.

## Перед сражением

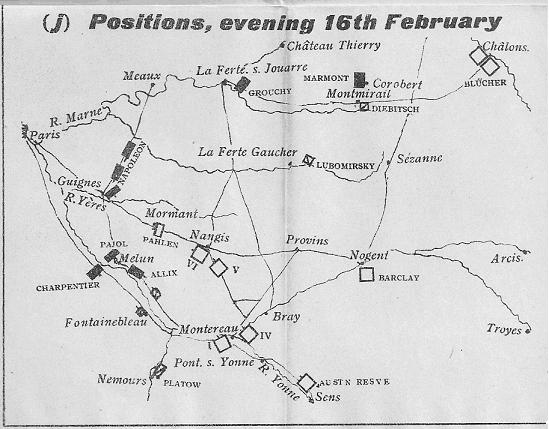
Положение войск противников вечером 16 февраля 1814 г.

В первой половине февраля 1814 года Наполеон последовательно разбил войска русско-прусской Силезской армии Г. Л. Блюхера в сражениях при Шампобере, Монмирайле, Шато-Тьерри и Вошане, а затем, оставив маршалов Мармона и Мортье наблюдать за Блюхером, быстро перебросил свои силы на юг, против Богемской армии К. Шварценберга. 
Пока Наполеон громил Блюхера, армия Шварценберга оттеснила силы маршалов Виктора и Удино и наступала вдоль Сены. Шварценберг, как и Блюхер, допустил ту же ошибку, раздробив свои силы по разным направлениям. На правом фланге союзников русский корпус П. Х. Витгенштейна продвинулся к Ножан-сюр-Сен и штурмом занял его, выдвинув вперед, к Нанжи (фр. Nangis), авангард П. П. Палена (4000 человек), который занял и этот городок, и следующий — Морман.
Французский император прибыл в Гинь (фр. Guinges) вечером 4 (16) февраля и планировал начать наступление на следующий день. Он нашел корпуса Виктора и Удино в полном порядке и приготовился перейти в наступление. На рассвете 5 (17) февраля Наполеон лично повел свои войска (18 000 человек) на юг от Гиня по дороге в Нанжи. 

## Ход сражения

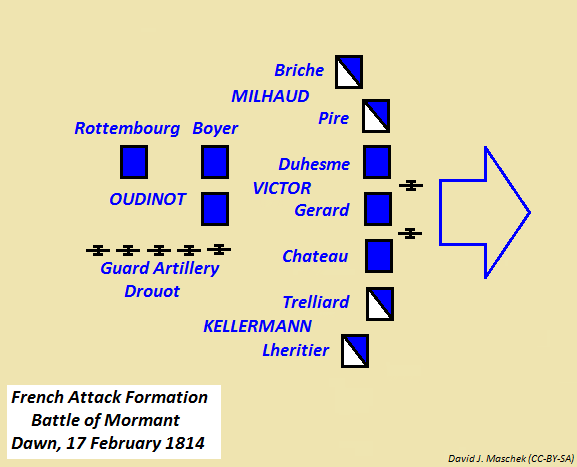
Боевой порядок французских войск перед атакой.

Уже у Л'Этанга французы столкнулись с первыми русскими аванпостами. Сам отряд Палена стояла на уровне деревни Пекё. Столкнувшись с значительно превосходящими массами французских войск, Пален немедленно начал отход: артиллерия шла по большой дороге, за ней следовали пехотные полки, в арьергарде два орудия с пехотным прикрытием, конница с обеих сторон. Когда русские подразделения проходили через Морман, их настигла французская кавалерия, которая смогла обойти городок с востока и запада. Завязался бой, в течение которого французская кавалерия рассеяла русскую, единственным местом убежищем для которой стали два каре собственной пехоты. Вскоре после этого по личному распоряжению Наполеона французская гвардейская артиллерия протянула свои орудия (36 стволов) через Морман и начала обстрел русских. Положение войск Палена сделалось отчаянным. На уровне селения Гранпюи, близ Нанжи, французская кавалерия скопом атаковала русскую пехоту. Русские смогли отбить первую волну, затем их каре распались и началось всеобщее бегство.
Адъютант П. П. Палена И. И. Левенштерн описывал этот час в своих мемуарах: «Затем внезапно земля, казалось, разверзлась и извергла смерть и разрушения. Со всех сторон трубачи врага протрубили в атаку, и огромный отряд кавалерии выстроился в поле и поскакал на нас. […] Началась паника, и все думали только о спасении собственной жизни. Это продолжалось безостановочно. Каждый из наших бежал, а кто падал, тот был обречен». Граф Витгенштейн, утром отправившийся к своим войскам в Морман, стал свидетелем наступления французов и также едва спасся. 

## Результаты
Потери русских войск составили 2114 человек и 10 орудий.Ночью с 17-го на 18 февраля Витгенштейн отвёл свой корпус за Провен и расположил его у Сордюна. Наполеоновские войска, достигнув Нанжи, двинулись по трём направлениям: к Провену, к Доннемари и по дороге на Монтро. Сам Наполеон с гвардией остался в Нанжи.